# Asplenium rapense
Asplenium rapense är en svartbräkenväxtart som först beskrevs av E. Brown, och fick sitt nu gällande namn av Edwin Bingham Copeland. Asplenium rapense ingår i släktet Asplenium och familjen Aspleniaceae. Inga underarter finns listade.